# مک‌کونیکو (آریزونا)
مک‌کونیکو (به انگلیسی: McConnico) یک منطقهٔ مسکونی در ایالات متحده آمریکا است که در آریزونا واقع شده‌است. مک‌کونیکو ۱۷٫۰۰ کیلومتر مربع مساحت و ۵٬۴۷۶ نفر جمعیت دارد و ۹۳۵ متر بالاتر از سطح دریا واقع شده‌است.